# Juan Siches de Alarcón
Juan Siches de Alarcón (Buenos Aires, Argentina, 1874 - ibídem, 31 de marzo de 1954) fue un primer actor de reparto, escritor y recitador argentino.

## Carrera
Alarcón fue un distinguido actor de reparto que actuó en numerosos films durante la Época de Oro del cine argentino, junto a grandes figuras como Pepe Arias, Sofía Bozán, Aída Luz, Justo Caraballo, Miguel Gómez Bao, José Gola, Vicente Álvarez, entre otros.

## Filmografía
- 1928: La borrachera del tango
- 1929: Destinos
- 1935: Monte criollo
- 1936: Puerto Nuevo
- 1936: Amalia
- 1936: Ayúdame a vivir
- 1938: La ley que olvidaron
- 1938: De la sierra al valle
- 1938: La vuelta al nido
- 1938: La que no perdonó
- 1939: El buque embotellado
- 1940: Azahares rojos
- 1945: Las seis suegras de Barba Azul
- 1946: Adán y la serpiente[2]

## Radio
En 1936 escribió el radioteatro Lucía que se emitió a las 21.30 horas por LR 8, Radio París.Integrado por los Integrantes de la "Compañía radioteatral Argos", que actuó bajo la dirección del actor Juan de la Serna.
Luego participó del Teatro de Misterio Volcán en el episodio Los crímenes científicos del Dr. Van Dine, protagonizado por Enrique Roldán, Queca Herrero, Meneca Norton, Américo Acosta Machado, Pablo Lagarde y Ricardo Passano.

## Teatro
Su intervención en teatro fue tanto actoral como también de recitador de famosas poesías de autores como Núñez de Arce y Santos Chocano.
También trabajó en 1954 en una obra benéfica que presentó en el Teatro Apolo junto con Leonor Rinaldi y Enrique Serrano.